# پاکیلای شرقی
پاکیلای شرقی (به فنلاندی: Itä-Pakila) یک منطقهٔ مسکونی در فنلاند است که در هلسینکی واقع شده‌است.